# Lola Albright
Lola Albright (Akron (Ohio), 20 juli 1924 – Toluca Lake, Los Angeles, 23 maart 2017) was een Amerikaans actrice.

## Biografie
Albright speelde in 1947 naast Margaret O'Brien in haar eerste film. Daarna speelde ze  in The Pirate. In 1949 speelde ze naast Kirk Douglas in Champion. In 1961 speelde ze een verleidelijke stripper in A cold wind in August; dat leverde haar een rol op naast Elvis Presley in Kid Galahad. In 1964 speelde ze in de Franse film Les Félins naast Jane Fonda en Alain Delon. In 1966 won zij de Zilveren Beer voor beste actrice voor haar rol in Lord Love a Duck. Ze speelde in de series Peyton Place, Gunsmoke en Peter Gunn, maar vanaf 1968 speelde ze in geen enkele film meer. Ze was wel actief in televisieseries als De Hulk, Airwolf, Quincy, M.E., Kojak, Columbo, Burke's Law en Starsky and Hutch.
Ze bracht als zangeres twee albums uit: "Lola Wants You" (1957) en in samenwerking met Henry Mancini "Dreamsville" (1959).
Albright was driemaal gehuwd waarvan zeven jaar met acteur Jack Carson (2e huwelijk van 1951-1958).
Ze overleed op 92-jarige leeftijd.
- Biblioteca Nacional de España: XX1508005
- Bibliothèque nationale de France: cb140060365 (data)
- Gemeinsame Normdatei: 139684980
- International Standard Name Identifier: 0000 0001 1443 1651
- Library of Congress Control Number: no92028186
- MusicBrainz: 7d297c6a-fc8f-4697-bfe8-944bca09de24
- SNAC: w6gk2f4z
- Système universitaire de documentation: 163261229
- Virtual International Authority File: 46329442
- WorldCat: E39PBJfCqgVHbbhDPBW7qpk7HC